# نسيفة بنغالور
نَسِيفة بنغالور (Bangalore torpedo) هي شحنة متفجرة توضح في نهاية أنبوب قابل للتمدد، واستخدمت من قبل مهندسي المعارك، وحديثًا يمكن لهذه النسيفة أن تزيل العقبات مثل الألغام والأسلاك الشائكة لمسافة 15 متر طولا و 1 متر عرضًا.

## مقدمة
أول ما تم اختراع هذه الشحنة المتفجرة كانت على يد الكابتن ميكلنتوك في الجيش البريطاني الهندي في مدراس
حاليا يتم إنتاجها من قبل أنظمة دفاع مونديال لاستخدامها في الحرب في أفغانستان .